# Морављани (западнословенско племе)
Морављани (или Моравци) су били западнословенско племе које је насељавало Моравску, област око реке Мораве на истоку данашње Чешке. Основали су Моравску кнежевину, а касније и Великоморавску државу.
Великоморавска држава је настала у 9. веку, на територији Моравске и модерне Словачке уједињењем Моравске кнежевине са Њитранском кнежевином. Главни градови државе били су Велиград и Њитра, а владајућа династија Мојмировци (Мојмировићи), чији оснивач је био кнез Мојмир I.
На позив кнеза Растислава (846–870), наследника Мојмира I, византијски цар Михајло III (842–867) шаље 863. године Ћирила и Методија да шире хришћанство и писменост у Великој Моравској. Ћирило и Методије су помогли Морављанима да створе своју независну цркву и превели свете текстове на словенски језик.